# جمعية شيكاغو لنقاد السينما
جمعية شيكاغو لنقاد السينما يُرمز لها أيضا بـ (CFCA). هي جمعية أمريكية لنقاد السينما المحترفين مقرها في شيكاغو، تأسست في عام 1990 وبحلول عام 2013 أصبح عدد أعضائها 60 عضوا. تقوم الجمعية بتقديم جوائز سنوية للأعمال السينمائية المتميزة سواء للعروض أو للأفراد وتم تقديمها لأول مرة في عام 1989.

## جوائز حالية
- أفضل ممثل.
- أفضل ممثلة.
- أفضل فيلم رسوم متحركة.
- أفضل تصميم إنتاج.
- أفضل تصوير سينمائي.
- أفضل مخرج.
- أفضل فيلم وثائقي.
- أفضل مونتاج.
- أفضل فيلم.
- أفضل فيلم أجنبي.
- أفضل موسيقى تصويرية.
- أفضل سيناريو: مقتبس.
- أفضل سيناريو: الأصل.
- أفضل ممثل مساعد.
- أفضل ممثلة مساعدة.
- أكثر مخرج واعد.
- أكثر مؤد واعد.

## جوائز توقفت
- أفضل سيناريو.
- أكثر ممثل واعد.
- أكثر ممثلة واعدة.

## وصلات خارجية
- الموقع الرسمي.